# Чарлс Симић
Чарлс Симић (рођен као Душан Симић; Београд, 9. мај 1938 — Довер, 9. јануар 2023) био је амерички песник, есејиста, преводилац и универзитетски професор српскога порекла. За свој поетски опус освојио је бројне међународне награде, укључујући и Пулицерову награду, као и неколико српских и регионалних књижевних награда. Члан је неколико интернационалних удружења.

## Биографија
Рођен је у Београду 1938. године од оца Ђорђа и мајке Јелене рођене Матијевић. Заједно са својом породицом отишао је у Сједињене Америчке Државе 1954. године, пре тога је био у Паризу годину дана.
Током трајања окупације Београда за време Другог светског рата, читао је антологију Српских народних песама. Многе је знао напамет до краја живота. Као есејиста се бавио српском народном књижевношћу, за коју је тврдио да не постоји ништа слично на Западу.
Песме је почео да пише још у средњој школи да би се, како каже у једном интервјуу, свидео девојкама. На његове песничке почетке посебно су утицали амерички песници: Волт Витмен, Емили Дикинсон, Волас Стивенс и други.
Писао је критичке текстове и учествовао је у расправа о српској политици деведесетих година и имао је негативан став према раду Слободана Милошевића.
Као преводилац Чарлс Симић је веома значајан за Србију, јер је преводећи Васка Попу, Ивана Лалића, Милорада Павића, Радмилу Лазић, Новицу Тадића тако допринео популаризацији српске књижевности у САД. Преводио је друге песнике из региона. Сачинио је и једну антологију српске поезије Коњ има шест ногу.
Члан Америчке академије за уметност и књижевност постао је 1995. године.
Чарлс Симић је дуго година професор на Универзитету у Њу Хемпширу где је предавао америчку књижевност и креативно писање.
Књижевни критичари у Америци кажу за његове песме да су оне као: „прецизно конструисане кинеске слагалице“.
Од 2020. био је члан Удружења за културу, уметност и међународну сарадњу „Адлигат”.

## Цитати
| „ | Срби ме нервирају због тога што су опседнути сопственом историјом, а никада из ње ништа нису научили. | ” |

| „ | Историја за мене представља и пуно разних других ствари, и уметност, и манастире, и цркве, слике, традицију човечанства. Пуно лепог. С друге стране, једном сам и написао: историја је попут неке старе слепе жене која ме држи за руку. Ја сам дете, и она ме вуче, она је нешто много веће него што смо ми, и увек нас изненађује неком грозотом. | ” |

## Књижевне награде
- 1982. Награда Вршачког КОВ-а
- Финалиста у селекцији за Пулицерову награду, 1986. и 1987.
- 1990. Пулицерова награда за песничку збирку Свет се не завршава[10]
- 1996. Најужи избор за Националну награду Америке за песништво
- 2005. Награда Грифин
- 2007. Награда Поетски лауреат
- 2007. Награда Волас Стивенс
- 2011. Медаља Роберт Фрост америчког песничког друштва[10]
- 2011. Награда Вилчек за уметност и хуманистику[10]
- 2014. The Zbigniew Herbert International Literary Award[11]
- 2017. Златни венац, Струшке вечери поезије[12][13]
- Награда Маркартурове фондације[10]
- Награда Едгар Алан По[10]
- Песник лауреат Конгресне библиотеке у Вашингтону[10]
- Награда српског ПЕН центра[13]